# Spinnare

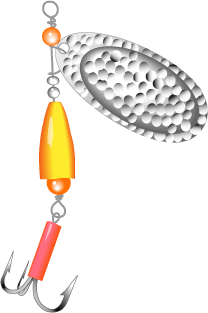
Spinnare

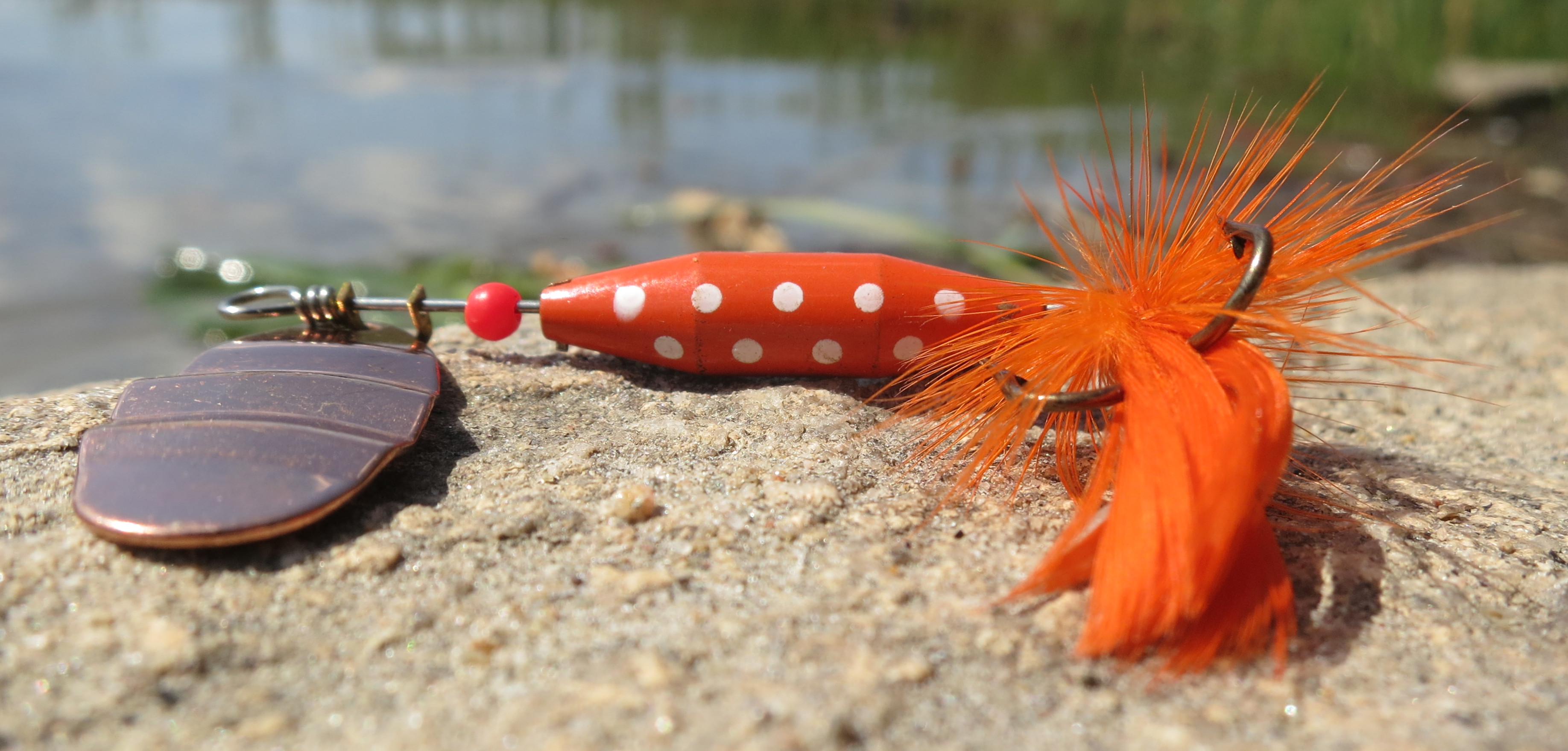
Abu Reflex 7 gr.

Spinnare kallas en typ av fiskedrag som består av en kropp och en "sked" (vissa spinnare har dubbla skedar) som roterar runt kroppen när den dras genom vattnet. Den roterande skeden skapar ljudvågor och ljusreflexer som rovfiskar uppfattar som en fisk på flykt. Bra till främst insjöfiske, speciellt gös, abborre och gädda, men kan även användas för annat fiske.
Nackdelen med detta bete är att det lätt tvinnar linan som det är fäst i. Tvinning inom sportfiske är när fiskelinan är vriden och därmed mer benägen att trassla, tvinning kan ske både på grund av att betet snurrar i vattnet eller av fiskerullens konstruktion.  Spinnare kan vara utrustad med ett huvud som förhindra tvinning. Tvinning av linan motverkas annars lätt med hjälp att ett lekande eller en tafs. 
Några välkända spinnarmodeller:
- Jensen Insect
- Mepps
- Woblex
- Abu Mörrumsspinnaren
- Myrspinnaren
- Myran Wipp
- Abu Reflex
- Abu Droppen
- Blue Fox Vibrax
- Panther Martin